# پرنجوری، استرالیای غربی
پرنجوری (به انگلیسی: Perenjori) یک شهرک در استرالیا است که در استرالیای غربی واقع شده‌است.